# Nummer 1-hits in de Billboard Hot 100 in 2017
Deze hits stonden in 2017 op nummer 1 in de Billboard Hot 100, de bekendste Amerikaanse hitlijst.
| Nummer | Datum        | Artiest                                             | Titel                    |
| ------ | ------------ | --------------------------------------------------- | ------------------------ |
| 1059   | 7 januari    | The Weeknd & Daft Punk                              | Starboy                  |
| 1058   | 14 januari   | Rae Sremmurd & Gucci Mane                           | Black beatles            |
| 1060   | 21 januari   | Migos & Lil Uzi Vert                                | Bad and boujee           |
| 1061   | 28 januari   | Ed Sheeran                                          | Shape of you             |
| 1060   | 4 februari   | Migos & Lil Uzi Vert                                | Bad and boujee           |
|        | 11 februari  | Migos & Lil Uzi Vert                                | Bad and boujee           |
| 1061   | 18 februari  | Ed Sheeran                                          | Shape of you             |
|        | 25 februari  | Ed Sheeran                                          | Shape of you             |
|        | 4 maart      | Ed Sheeran                                          | Shape of you             |
|        | 11 maart     | Ed Sheeran                                          | Shape of you             |
|        | 18 maart     | Ed Sheeran                                          | Shape of you             |
|        | 25 maart     | Ed Sheeran                                          | Shape of you             |
|        | 1 april      | Ed Sheeran                                          | Shape of you             |
|        | 8 april      | Ed Sheeran                                          | Shape of you             |
|        | 15 april     | Ed Sheeran                                          | Shape of you             |
|        | 22 april     | Ed Sheeran                                          | Shape of you             |
|        | 29 april     | Ed Sheeran                                          | Shape of you             |
| 1062   | 6 mei        | Kendrick Lamar                                      | Humble                   |
| 1063   | 13 mei       | Bruno Mars                                          | That's what I like       |
| 1064   | 20 mei       | DJ Khaled, Justin Bieber, Quavo & Chance the Rapper | I'm the One              |
| 1065   | 27 mei       | Luis Fonsi, Daddy Yankee & Justin Bieber            | Despacito (Remix)        |
|        | 3 juni       | Luis Fonsi, Daddy Yankee & Justin Bieber            | Despacito (Remix)        |
|        | 10 juni      | Luis Fonsi, Daddy Yankee & Justin Bieber            | Despacito (Remix)        |
|        | 17 juni      | Luis Fonsi, Daddy Yankee & Justin Bieber            | Despacito (Remix)        |
|        | 24 juni      | Luis Fonsi, Daddy Yankee & Justin Bieber            | Despacito (Remix)        |
|        | 1 juli       | Luis Fonsi, Daddy Yankee & Justin Bieber            | Despacito (Remix)        |
|        | 8 juli       | Luis Fonsi, Daddy Yankee & Justin Bieber            | Despacito (Remix)        |
|        | 15 juli      | Luis Fonsi, Daddy Yankee & Justin Bieber            | Despacito (Remix)        |
|        | 22 juli      | Luis Fonsi, Daddy Yankee & Justin Bieber            | Despacito (Remix)        |
|        | 29 juli      | Luis Fonsi, Daddy Yankee & Justin Bieber            | Despacito (Remix)        |
|        | 5 augustus   | Luis Fonsi, Daddy Yankee & Justin Bieber            | Despacito (Remix)        |
|        | 12 augustus  | Luis Fonsi, Daddy Yankee & Justin Bieber            | Despacito (Remix)        |
|        | 19 augustus  | Luis Fonsi, Daddy Yankee & Justin Bieber            | Despacito (Remix)        |
|        | 26 augustus  | Luis Fonsi, Daddy Yankee & Justin Bieber            | Despacito (Remix)        |
|        | 2 september  | Luis Fonsi, Daddy Yankee & Justin Bieber            | Despacito (Remix)        |
|        | 9 september  | Luis Fonsi, Daddy Yankee & Justin Bieber            | Despacito (Remix)        |
| 1066   | 16 september | Taylor Swift                                        | Look what you made me do |
|        | 23 september | Taylor Swift                                        | Look what you made me do |
|        | 30 september | Taylor Swift                                        | Look what you made me do |
| 1067   | 7 oktober    | Cardi B                                             | Bodak yellow             |
|        | 14 oktober   | Cardi B                                             | Bodak yellow             |
|        | 21 oktober   | Cardi B                                             | Bodak yellow             |
| 1068   | 28 oktober   | Post Malone & 21 Savage                             | Rockstar                 |
|        | 4 november   | Post Malone & 21 Savage                             | Rockstar                 |
|        | 11 november  | Post Malone & 21 Savage                             | Rockstar                 |
|        | 18 november  | Post Malone & 21 Savage                             | Rockstar                 |
|        | 25 november  | Post Malone & 21 Savage                             | Rockstar                 |
|        | 2 december   | Post Malone & 21 Savage                             | Rockstar                 |
|        | 9 december   | Post Malone & 21 Savage                             | Rockstar                 |
|        | 16 december  | Post Malone & 21 Savage                             | Rockstar                 |
| 1069   | 23 december  | Ed Sheeran & Beyoncé                                | Perfect duet             |
|        | 30 december  | Ed Sheeran & Beyoncé                                | Perfect duet             |